# Szaszovszky Ferenc
Szaszovszky Ferenc (Budapest, 1973. október 17. –) magyar labdarúgó. Első NB I-es mérkőzése 1996. augusztus 11. Zalaegerszegi TE - Pécsi MFC volt, ahol csapata sima 2–0-s vereséget szenvedett a zalaegerszegi klubtól.

## Sikerei, díjai
- Pécsi MFC:
  - Magyar bajnoki 17. hely: 1997
  - NB II 13. hely: 1998
  - Magyar kupa: csoportkör: 1998
- BVSC Budapest:
  - Magyar bajnoki 17. hely: 1999
  - Magyar kupa - 32 közé jutott: 1999